# La La Land
La La Land je píseň americké zpěvačky Demi Lovato. Napsali ji Lovato, Joe Jonas, Kevin Jonas a Nick Jonas a produkovali ji Jonas Brothers společně s Johnem Fieldsem, pro debutové studiové album Lovato s názvem Don't Forget (2008). Píseň byla vydána jako v pořadí druhý singl z alba dne 10. dubna 2009 prostřednictvím Hollywood Records. "La La Land" je jednou šesti písní z alba, jejichž spoluautory jsou Jonas Brothers, kteří také do písně přispěli doprovodnými vokály a kytarami. Lovato řekla, že napsala píseň o tom, jak být sám sebou v Hollywoodu a nenechat ostatní lidi, aby vás změnili.
Píseň se setkala s pozitivními ohlasy u kritiků. Komerčně se umístila na padesátém druhém místě v hitparádě Billboard Hot 100 a třicátém pátém místě v UK Singles Chart. Nejvyššího umístění dosáhla v Irsku, kde se umístila na třicátém místě v Irish Singles Chart. Méně úspěšnou se stala v Austrálii a Německu, kde obsadila spodní polovinu hitparád. Doprovodný videoklip režírovali Brendan Malloy a Tim Wheeler a následuje hollywoodskou tematiku. Píseň byla použita při propagaci sitcomu Sonny ve velkém světě, kde hrála Lovato hlavní roli a ve videoklipu se objeví několik herců z tohoto seriálu.

## Tracklist a formáty
- CD singl

1. "La La Land" – 3:16
2. "This Is Me" (Live with Jonas Brothers) – 3:22

- Digital download

1. "La La Land" – 3:16
2. "Behind Enemy Lines" – 2:49

- Digital EP

1. "La La Land" – 3:16
2. "La La Land" (Wideboys Radio Mix) – 3:13
3. "La La Land" (Wideboys Club Mix) – 6:09

## Kredity
- Demi Lovato – autorka, hlavní zpěv
- John Fields – producent, basová kytara, kytary, klávesy, programming
- Kevin Jonas – autor, kytary, vokály
- Devin Bronson – kytarové sólo
- Dorian Crozier – bicí
- Joe Jonas – autor, vokály
- John Taylor – kytary, vokály
- Nick Jonas – autor, kytara, vokály
- Jonas Brothers – producenti

## Žebříčky
| Hitparáda (2009)                             | Nejvyšší umístění |
| -------------------------------------------- | ----------------- |
| Austrálie (ARIA)                             | 76                |
| European Hot 100 Singles                     | 91                |
| Německo (Media Control AG)                   | 82                |
| Irsko (IRMA)                                 | 30                |
| Spojené království (Official Charts Company) | 35                |
| US Billboard Hot 100                         | 52                |
| US Pop 100 (Billboard)                       | 93                |
| Ukrajina (FDR Charts)                        | 4                 |